# Bursting Out
Bursting Out fue el primer álbum grabado exclusivamente en vivo de Jethro Tull. Viene a recopilar la música hecha hasta entonces antes de que el grupo tomara otros derroteros más actualizados y acordes con los tiempos venideros.
El álbum fue grabado durante la gira promocional por Europa del anterior disco, Heavy Horses, entre mayo y junio de 1978.
Siendo originalmente un doble LP, en su primera edición en CD se suprimieron la pistas "Quatrain", "Conundrum" dos solos de guitarra de Martin Lancelot Barre) y una versión del exitoso single de1969 "Sweet Dream" para que pudiese entrar en un solo disco (debido a que su duración excedía de 80 minutos). La posterior edición del 2004 corrigió el problema incluyendo todas las pistas originales.
El disco contenía impresionantes interpretaciones en vivo de la alineación que los fanes consideran la era dorada de la banda. Destaca especialmente la calidad vocal de todos los cortes -con Ian Anderson y John Glascock especialmente inspirados en las armonías- el trabajo de flauta que Anderson realiza en dicha obra, la brillante presencia del virtuoso Martin Lancelot Barre a las guitarras y la impecable precisión y contundencia de la base rítmica formada por los espléndidos Barriemore Barlow y John Glascock. El álbum se adereza, además, con las típicas bromas que realiza Anderson al público y a la banda. 
En esta etapa, David Palmer, quien se había encargado de los arreglos de cuerdas para algunos álbumes anteriores del grupo, se unió formalmente al mismo, para encargarse principalmente de los teclados y de los arreglos orquestales.

## Puesto en las listas de éxitos
- Puesto en las listas de EE. UU.: 21.
- Puesto en las listas de UK: 17.

## Lista de temas
(Todas las canciones, compuestas por Ian Anderson, excepto las indicadas expresamente.)

### Disco Uno
| #   | Título                                                        | Autor                                                                         | Interpretaciones | Tiempo |
| --- | ------------------------------------------------------------- | ----------------------------------------------------------------------------- | ---------------- | ------ |
| 1.  | "Introduction by Claude Nobs"                                 |                                                                               |                  |        |
| 2.  | "No Lullaby"                                                  | (Ian Anderson)                                                                |                  | 5:34   |
| 3.  | "Sweet Dream"                                                 | (Ian Anderson)                                                                |                  | 4:52   |
| 4.  | "Skating Away on the Thin Ice of the New Day"                 | (Ian Anderson)                                                                |                  | 5:20   |
| 5.  | "Jack-In-The-Green"                                           | (Ian Anderson)                                                                |                  | 3:36   |
| 6.  | "One Brown Mouse"                                             | (Ian Anderson)                                                                |                  | 4:07   |
| 7.  | "A New Day Yesterday"                                         | (Ian Anderson)                                                                |                  | 3:07   |
| 8.  | "Flute Improvisation / God Rest Ye, Merry Gentlemen / Bourée" | ("Bourée", compuesta por Johann Sebastian Bach, con arreglos de Ian Anderson) |                  | 5:41   |
| 9.  | "Songs from the Wood"                                         | (Ian Anderson)                                                                |                  | 2:31   |
| 10. | "Thick as a Brick"                                            | (Ian Anderson / Gerald Bostock)                                               |                  | 12:30  |

### Disco Dos
| #   | Título                                                   | Autor                                  | Interpretaciones | Tiempo |
| --- | -------------------------------------------------------- | -------------------------------------- | ---------------- | ------ |
| 1.  | "Introduction by Ian Anderson"                           | (Ian Anderson)                         |                  |        |
| 2.  | "Hunting Girl"                                           | (Ian Anderson)                         |                  | 6:00   |
| 3.  | "Too Old to Rock 'n' Roll: Too Young to Die!"            | (Ian Anderson)                         |                  | 4:19   |
| 4.  | "Conundrum"                                              | (Barriemore Barlow / Martin Barre)     |                  | 6:54   |
| 5.  | "Minstrel in the Gallery"                                | (Ian Anderson)                         |                  | 5:47   |
| 6.  | "Cross-Eyed Mary"                                        | (Ian Anderson)                         |                  | 3:39   |
| 7.  | "Quatrain"                                               | (Martin Barre)                         |                  | 1:50   |
| 8.  | "Aqualung"                                               | (Ian Anderson / Jennie Anderson)       |                  | 8:34   |
| 9.  | "Locomotive Breath"                                      | (Ian Anderson)                         |                  | 5:31   |
| 10. | "The Dambusters March" / "Medley" / "Aqualung (Reprise)" | (Ian Anderson / Eric Coates / Anónimo) |                  | 3:27   |

## Intérpretes
- Ian Anderson: voz solista, flauta y guitarra acústica.
- Martin Barre: guitarra eléctrica, mandolina y marimba.
- John Glascock: bajo, segunda voz y coros, guitarra eléctrica (bottleneck).
- Barriemore Barlow: batería y glockenspiel.
- David Palmer: órgano electrónico y sintetizadores.
- John Evan: piano, órgano, acordeón y sintetizadores.